# A hó rabja
A hó rabja (eredeti cím: No Exit) 2022-ben bemutatott amerikai misztikus thriller, amelyet Damien Power rendezett Andrew Barrer és Gabriel Ferrari forgatókönyve alapján. A film Taylor Adams 2017-ben megjelent azonos című regénye alapján készült. A főszerepben Havana Rose Liu, Danny Ramirez, David Rysdahl, Dale Dickey és Dennis Haysbert látható.
A film 2022. február 25-én jelent meg a Hulu streamingszolgáltatónál a 20th Century Studios forgalmazásában, míg Magyarországon a Disney+-on jelent meg 2022. július 22-én. Általánosságban vegyes véleményket kapott a kritikusoktól, akik a popcorn-filmek közé sorolták.

## Rövid történet
Egy elszigetelt hegyvidéki pihenőhelyen reked egy iskolai diák, aki a hóvihar során elrabolt gyermeket fedez fel, akit az egyik bent tartózkodó ember autójában tartanak fogva.

## Cselekmény
A drogfüggőségből felépülő Darby Thorne megtudja, hogy édesanyja kórházban van. Megszökik az elvonóról, és Salt Lake Citybe vezet. Miközben megáll az út közepén, Ron Hill tizedes közli vele, hogy az autópályát lezárták a kialakuló hóvihar miatt. Beleegyezik, hogy egy helyi látogatóközpontban töltse az éjszakát. A faházban Ash, Lars, valamint Ed és Sandi házaspár tartózkodik. Darby kimegy, hogy mobiltelefon-térerőt találjon, de helyette egy elrabolt lányt fedez fel az egyik bent tartózkodó ember furgonjában.
Egy kör "kamu" nevű kártyajátékot játszva Darby a furgon rendszámának ismerete alapján kikérdezi a többieket, és arra következtet, hogy Lars az emberrabló. Elmegy a mosdóba, és egy falon lévő lyukat használ arra, hogy kimenjen. Darby feltöri a furgont, és beszél a lánnyal, megígérve neki, hogy megmenti. Darby jelenlétéről mit sem sejtve Lars beszáll a furgonba, és kiderül, hogy a kislány neve Jay. Odabent Ed gyanút fog Lars furcsa viselkedése miatt. Amikor Lars kiszáll a furgonból, hogy ételt hozzon Jaynek, Darby a falon lévő lyukon keresztül visszamegy a faházba.
Jay Addison-kórban szenved, ami adrenalin-túladagolást okozhat, ha túlságosan stresszes állapotba kerül. A mosdóban Darby mesél Ash-nek Jayről. Ash beleegyezik, hogy segít neki. Amikor azonban Darby kimegy, Ash elárulja, hogy ő Lars bátyja és az emberrablásban való bűnrészes. Ash visszaviszi Darbyt a házba, és megfenyegeti, hogy megöli, ha elmondja Ednek és Sandinak Jayt. Odakint Jay kiszabadítja magát, és berohan az erdőbe. A mosdóban Darby megtámadja Ash-t, de ő felülkerekedik. Lars átmegy a falon lévő lyukon, és megakadályozza, hogy a bátyja megfojtsa Darbyt. A dulakodás közben Darby megszerzi Ash kulcsait.
Miután megtudja, hogy Darby az egyetlen, aki tudja, hol vannak a kulcsok, Ash megöli Edet és Sandit, és egy szögbelövővel a falhoz szegezi Darby kezét. A telefonjára sms érkezik; Ash elolvassa, és közli vele, hogy az édesanyja meghalt. Egy másik sms-ből kiderül, hogy Ron tizedes úton van a faházhoz. Amikor Ash azzal fenyegetőzik, hogy bántani fogja Jayt, Darby elárulja a kulcs hollétét. Ash odaadja a fegyverét Larsnak, mielőtt elindul a kulcsok keresésére. Darby azt mondja Jaynek, hogy kapcsolja le a villanyt.
Darby kokaint szippant fel, hogy legyen ereje kihúzni a szöget a kezéből. Mivel Lars figyelmét elterelte, elveszi a fegyverét, amikor Ash visszatér. Miután Ash véletlenül megöli a bátyját azáltal, hogy fejbe lövi a szögbelövővel, Darby és Jay kifutnak, hogy elmeneküljenek. Ash kilyukasztja a járművük egyik kerekét, és felgyújtja a faházat. Miután Ron tizedes megérkezik, Darby lelövi Ash-t, Ron pedig Darbyt. Ash elveszi a fegyverét, és agyonlövi Ront. Amikor Darby meg akarja ölni, a nő egy csavarhúzóval nyakon szúrja, és megöli. Darby Ron rádióját használja, hogy segítséget hívjon. Egy előretekintésben Darby nővére, Devon meglátogatja őt az elvonón.

## Szereplők
| Szerep                                   | Színész         | Magyar hang   |
| ---------------------------------------- | --------------- | ------------- |
| Darby Thorne                             | Havana Rose Liu | Kardos Eszter |
| Ash, első gyanúsított                    | Danny Ramirez   | Czető Roland  |
| Lars, második gyanúsított                | David Rysdahl   | Baráth István |
| Sandi, harmadik gyanúsított, Ed felesége | Dale Dickey     | Kovács Nóra   |
| Ed, negyedik gyanúsított, Sandi férje    | Dennis Haysbert | Bognár Tamás  |
| Jay, elrabolt lány                       | Mila Harris     | Blazsó Regina |
| Ron Hill tizedes                         | Benedict Wall   | Varga Gábor   |
| Devon, Darby nővére                      | Lisa Zhang      | Kereki Anna   |
| Darby édesanyja                          | Hweiling Ow     | N/A           |
| Dr. Bill                                 | James Gaylyn    | Faragó András |
| Jade                                     | Nomi Cohen      | Csifó Dorina  |

## A film készítése
2017. október 10-én jelentették be, hogy a 20th Century Fox megvásárolta Taylor Adams 2017-es regényének játékfilmes jogait. A Logan – Farkas írója, Scott Frank a filmadaptáció fejlesztését és produceri teendőit is elvállalta. 2019. március 12-ig Damien Power leszerződött a film rendezésére, a forgatókönyvét pedig A Hangyát  is jegyző Andrew Barrer és Gabriel Ferrari adaptálta. 2021. június 29-én megerősítették Danny Ramirez, Dennis Haysbert, Havana Rose Liu, David Rysdahl, Dale Dickey és Mila Harris szereplését, valamint bejelentették, hogy a forgatás Új-Zélandon fejeződött be. Az utómunka során Marco Beltrami és Miles Hankins szerezték a filmzenét.

## Bemutató
Az eredetileg a 20th Century Studios által moziba tervezett filmet a Hulu forgalmazta az Egyesült Államokban, és 2022. február 25-én jelent meg. A Disney+-on a nemzetközi piacokon és a Star+-on Latin-Amerikában ugyanezen a napon jelent meg. A filmet Délkelet-Ázsiában és Indiában egy későbbi időpontban a Disney+ Hotstaron is elérhetővé válik.

## Fordítás
- Ez a szócikk részben vagy egészben  a   No Exit (2022 film) című angol Wikipédia-szócikk fordításán alapul.  Az eredeti cikk szerkesztőit annak laptörténete sorolja fel. Ez a jelzés csupán a megfogalmazás eredetét és a szerzői jogokat jelzi, nem szolgál a cikkben szereplő információk forrásmegjelöléseként.